# 阿丑
阿丑（？年—？年），本名不詳，明朝成化年间的宦官，善演诙谐幽默戏。

## 生平
他在明宪宗面前表演，以汉朝东方朔用滑稽方法进行讽谏，讽刺梁芳卖官鬻爵、讽刺汪直专权。一天阿丑演一個喝酒鬧事的醉漢，旁边一个人说：“某官到！”阿丑装醉大骂，人又说：“皇上驾到！”阿丑还是醉骂如故，那人又说：“汪太监来了。”阿丑所装的醉人，赶紧起来惊恐的站在一边。旁边的人问道：“天子驾到都不害怕，为什么害怕汪太监？”阿丑说：“我只知有汪太监，不知有天子。”當時王越和陈钺勾结汪直，於是又有一天，阿丑扮演汪直手持双钺向前前行，有人问其缘故，阿丑答说：“这双钺是王越和陈钺。”御史徐镛等人弹劾汪直欺君枉法，擅开边衅，宪宗后渐疏远汪直。保国公朱永私自役使两千兵给他盖房子。阿丑扮演“垓下之围”，口念：“六千兵散楚歌声”，有人说“应当是八千兵”。阿丑说：“还有两千兵正给保国公盖房子，还没有回来呢。” 还讽刺五府、六部官员以及都察院的言官都是不说话的人。